# Serguéi Trubetskói
El príncipe Serguéi Nikoláievich Trubetskói (en ruso: Серге́й Никола́евич Трубецко́й, 1862-1905) fue un filósofo y jurista ruso. Figura pública de la Casa de Trubetskói, fue profesor y rector de la Universidad Imperial de Moscú y padre, entre otros, del lingüista Nikolái Trubetskói.

## Biografía

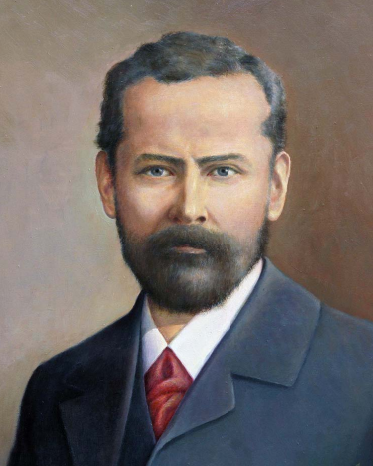
Serguéi Trubetskói en la Galería de rectores, Universidad de Moscú.

Serguéi Trubetskói fue hijo del príncipe Nikolái Petróvich Trubetskói y de su segunda esposa, Sofía, hija de A. A. Lopujín. Pasó su infancia en la finca familiar de Ajtyrka, cerca de Moscú. En 1874, comenzó a estudiar, junto a su hermano Yevgueni, en el liceo de Kreiman. En 1877, pasó a la escuela secundaria pública de Kaluga, adonde la familia se trasladó porque el padre fue nombrado vicegobernador.
En 1881, los hermanos Trubetskói entraron en la Facultad de Derecho de la Universidad de Moscú. Serguéi pronto se trasladó a la Facultad de Historia y Filología, en la que estudió primero en el Departamento de Historia y después en el Departamento de lenguas clásicas. Desde muy joven, se había interesado por la filosofía; con 16 años experimentó un período de fascinación por el positivismo anglo-francés. Más adelante, la lectura de los 4 volúmenes de la "Historia de la Nueva Filosofía" de Kuno Fischer marcó el inicio de su interés por la filosofía. Se acercó también a la filosofía religiosa por la influencia de lecturas como los dípticos de Alekséi Jomiakov. Ya en sus años universitarios entró en contacto con las obras de Vladímir Soloviov, que más adelante se convertiría en su amigo.
En 1885, se graduó por la Universidad de Moscú y se alejó del Departamento de Filosofía para prepararse para el profesorado. Al año siguiente pasó los exámenes de máster y, a partir de 1888, empezó a dar clases como privatdozent. En 1890, defendió su tesis de maestría "La metafísica en la Grecia Antigua" y obtuvo su título en Filosofía. En 1900 presentó su tesis doctoral "La doctrina del logos en su historia", que le valió el título de doctor en Filosofía y fue nombrado profesor extraordinario. Desde 1902 fue profesor ordinario del Departamento de Filosofía de la Facultad de Historia y Filología. Serguéi Trubetskói impartió a lo largo de su carrera cursos sobre la filosofía de los Padres de la Iglesia, historia de la filosofía antigua, historia de la filosofía contemporánea, historia del pensamiento cristiano en los primeros siglos, así como filosofía de Platón y de Aristóteles.

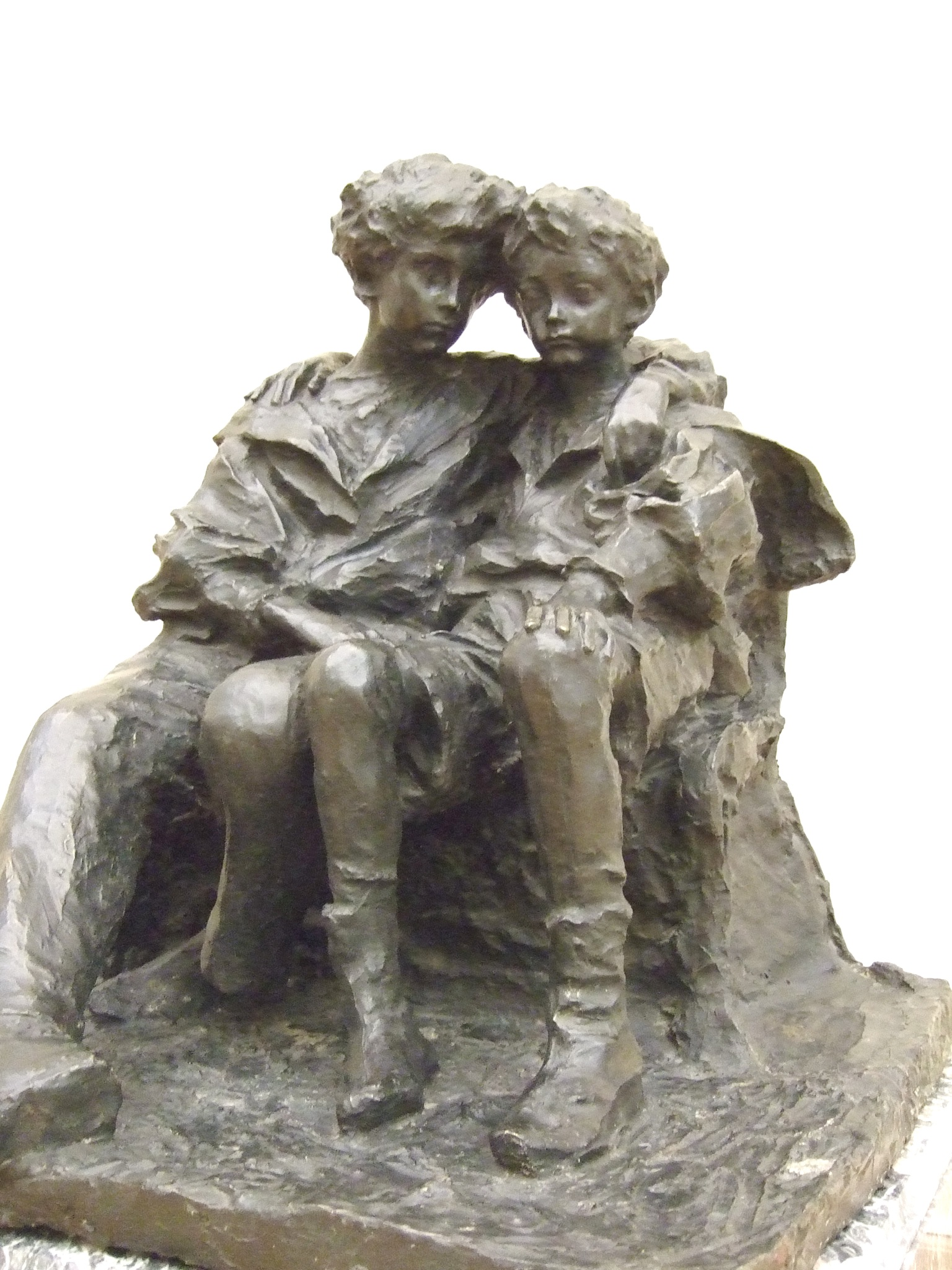
Nikolái y Vladímir Trubetskói por Paolo Troubetzkoy.

En verano de 1895, Serguéi Trubetskói se estableció con su familia a la finca Úzkoie. Sus hijos, Nikolái y Vladímir, fueron inmortalizados aquí por su tío, el famoso escultor Paolo Troubetzkoy, que también visitó Úzkoie en 1895.

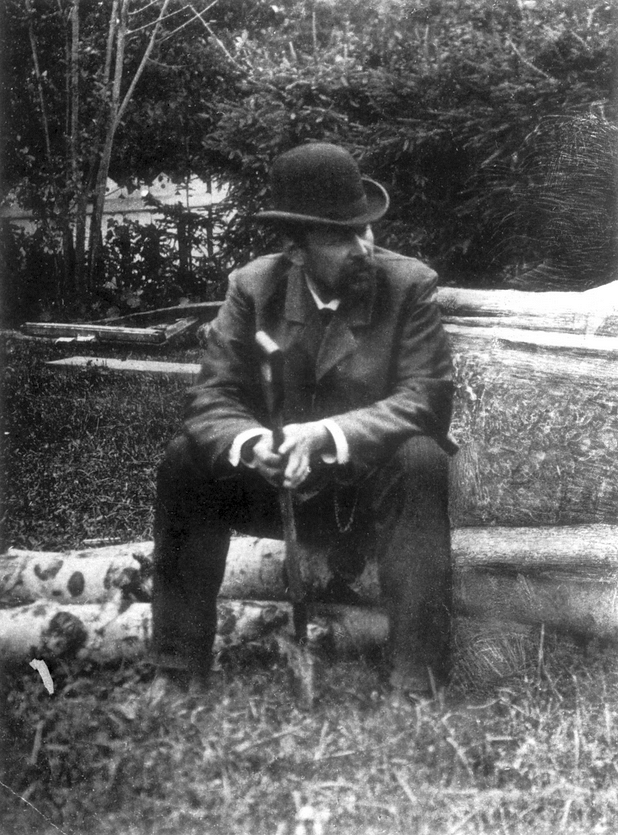
Seguéi Trubetskói en 1904.

Fue nombrado consejero de Estado en 1902. En verano de 1903, como miembro de la Sociedad Histórica y Filológica del Estudiante, dirigió una expedición para estudiar las antigüedades de Grecia. En 1904, recibió la Orden del Salvador de 4º grado.
Junto con L.M. Lopatin fue el editor de la revista "Cuestiones de Filosofía y Psicología" en ruso: Вопросы философии и психологии: Вопросы философии и психологии Voprosy filosófii y psijológuii (1900—1905).
En mayo de 1905, participó en la Conferencia de los Zemstvos de toda Rusia, celebrada en la casa de Margarita Morózova. Fue el primer rector electo de la Universidad de Moscú en otoño de 1905.
El 29 de septiembre de 1905, en una recepción con el ministro de Educación, Trubetskói sufrió una hemorragia cerebral que acabó con su vida, mientras su universidad se veía asediada por conflictos estudiantiles, debido a los acontecimientos del 1905.
Está enterrado en el cementerio del monasterio de Donskói, en Moscú.

## Algunas publicaciones
- (en ruso) La metafísica en la antigua Grecia, 1890
- (en ruso) La doctrina del Logos en su historia. Estudio filosófico-histórico, 1900
- (en ruso) Historia de la filosofía antigua, 1906-1908
- (en ruso) Obras completas del príncipe S. N. Trubetskói, 1906-1912